# Tritão-de-crista
O tritão-de-crista (Triturus cristatus) é uma espécie de anfíbio caudado pertencente à família Salamandridae, que é capaz de regenerar membros ou cauda perdidos.
Pertence à superespécie Triturus cristatus juntamente com o tritão-de-crista-do-danúbio, o tritão-de-crista-italiano e Triturus karelinii.
Tal como os outros membros da super espécie e do género Triturus, 50% dos embriões morre por consequência de uma doença genética conhecida como síndrome do cromossoma-1.

## Distribuição
Esta espécie tem como área de distribuição o Norte da Europa, desde a metade Norte de França a Ocidente até aos Montes Urais a Oriente e a norte dos Alpes e do Mar Negro.

## Descrição
Os tritões-de-crista têm o dorso e os flancos castanho-acinzentado escuro, e estão cobertos com manchas de cor mais escura de maneira que parecem praticamente pretos. A  barriga é amarela ou alaranjada e está pintalgado de preto, tendo cada indivíduo um padrão único. Os machos são facilmente distinguíveis das fêmeas pela presença de uma crista serrada nas suas costas durante a época de reprodução. A crista corre pelas costas todas, interrompendo-se antes do princípio da cauda. A cauda possui também uma crista não dentada tanto ao longo do cimo como por baixo da cauda. Os machos possuem também uma faixa prateada de cada lado da cauda. As fêmeas não têm crista, mas têm uma linha amarela-alaranjada na parte de baixo da cauda.

## Ciclo de vida
Após a eclosão dos embriões, as larvas permanecem na água até à metamorfose. Passando a metamorfose, os juvenis são já capazes de respirar fora de água. Pouco se sabe da vida desta espécie fora de água, mas é normal encontrarem-se indivíduos debaixo de pedras, ramos de árvore caídos ou outros detritos naturais ou antropogénicos, desde que haja alguma humidade. Alguns estudos sugerem que fora da época de reprodução, animais adultos geralmente não se afastam mais do que algumas centenas de metros dos charcos de onde nasceram e para onde irão para se reproduzir.